# Willy Schmidt
Willy Schmidt (Alkmaar, 29 oktober 1926 – Almere, 15 mei 2020) was een Nederlands voetballer. De linksbuiten kwam onder andere uit voor EVV Eindhoven, Fortuna ´54 en AFC Ajax.

## Loopbaan
Schmidt speelde oorspronkelijk voor Alcmaria Victrix in zijn woonplaats Alkmaar. Nadat hij voor zijn werk verhuisde naar Eindhoven, sloot hij zich in 1951 aan bij EVV Eindhoven. In een team met Noud van Melis, Jan Louwers en Dick Snoek ging hij in het seizoen 1953/54 landskampioen worden. Het jaar daarop, het eerste jaar dat er betaald voetbal ging gespeeld worden in Nederland, kwam EVV opnieuw uit in de kampioenscompetitie, maar ging het vierde en laatste worden. Hij speelde in totaal 160 wedstrijden en scoorde 54 doelpunten.
In 1956 tekende Schmidt een contract bij Ajax, dat hem voor 42.000 gulden van Eindhoven overnam. In zijn eerste seizoen ging hij direct kampioen met Ajax worden.
Schmidt verkaste in 1959 naar het ambitieuze Fortuna '54, dat 35.000 gulden voor hem betaalde. Hij speelde daar samen met onder andere Faas Wilkes, Spitz Kohn en Cor van der Hart. Het team eindigde echter slechts als veertiende in seizoen 1959/60 en Schmidt belandde op de lijst van spelers die mochten vertrekken. Nadat hij geen nieuwe club vond, beëindigde hij zijn carrière als voetballer.
Schmidt zou de 'uitvinder' geweest zijn van de schaarbeweging, alhoewel deze passeerbeweging ook wordt toegeschreven aan Law Adam (1908-1941) en de Argentijn Pedro Calomino (1892-1950). Schmidt beweerde de schaar op de training bij EVV voor het eerst te hebben uitgeprobeerd. Piet Keizer noemde Schmidt als degene die hem inspireerde tot zijn karakteristieke schaar. Enkele keren was Schmidt reserve bij het Nederlands voetbalelftal, maar tot een interland kwam het niet. Hij had concurrentie van spelers als Abe Lenstra en Mick Clavan en lag volgens eigen zeggen slecht bij de keuzecommissie die verantwoordelijk was voor de samenstelling.
Willy Schmidt woonde na zijn loopbaan in Noord-Brabant en Almere-Poort en overleed in 2020 op 93-jarige leeftijd in Almere stad.

## Clubstatistieken
| Seizoen | Club          | Competitie      | Competitie | Competitie | Beker | Beker | Internationaal | Internationaal | Overig | Overig | Totaal | Totaal |
| Seizoen | Club          | Competitie      | Wed.       | Dlp.       | Wed.  | Dlp.  | Wed.           | Dlp.           | Wed.   | Dlp.   | Wed.   | Dlp.   |
| ------- | ------------- | --------------- | ---------- | ---------- | ----- | ----- | -------------- | -------------- | ------ | ------ | ------ | ------ |
| 1951/52 | EVV Eindhoven | Eerste Klasse C |            |            |       |       | —              | —              |        |        |        |        |
| 1952/53 | EVV Eindhoven | Eerste Klasse C |            |            |       |       | —              | —              |        |        |        |        |
| 1953/54 | EVV Eindhoven | Eerste Klasse D |            |            |       |       | —              | —              |        |        |        |        |
| 1954/55 | EVV Eindhoven | Eerste Klasse D |            | 13         |       |       | —              | —              |        | 1      |        | 14     |
| 1955/56 | EVV Eindhoven | Hoofdklasse A   |            | 15         |       |       | —              | —              |        |        |        | 15     |
| 1956/57 | AFC Ajax      | Eredivisie      | 32         | 11         | 3     | 1     | —              | —              | —      | —      | 35     | 12     |
| 1957/58 | AFC Ajax      | Eredivisie      | 22         | 7          | —     | —     | 1              | 0              | —      | —      | 23     | 7      |
| 1958/59 | AFC Ajax      | Eredivisie      | 21         | 6          | 3     | 0     | —              | —              | —      | —      | 24     | 6      |
| 1959/60 | Fortuna '54   | Eredivisie      | 6          | 1          | 0     | 0     | —              | —              | —      | —      | 6      | 1      |
| Totaal  |               |                 |            |            |       |       |                |                |        |        |        |        |